# Almonacid de la Sierra
Almonacid de la Sierra – gmina w Hiszpanii, w prowincji Saragossa, w Aragonii, o powierzchni 54,12 km². W 2011 roku gmina liczyła 781 mieszkańców.